# 포인트 블랭크 (2010년 영화)
《포인트 블랭크》(프랑스어: À bout portant, 영어: Point Blank)는 2010년 개봉한 프랑스의 액션 스릴러 영화이다. 2014년 대한민국에서 창감독 감독에 의해 리메이크되어 《표적》이라는 이름으로 개봉되었다.

## 한국판 성우진(KBS)
- 홍시호 - 사무엘(질 를루슈)
- 배정미 - 나디아(엘레나 아나야)
- 온영삼 - 베르네르(제랄드 랑뱅)
- 김준 - 사르테(로슈디 젬)
- 김옥경 - 파브르(미레이유 페리에)
- 김희선 - 쉬지니(클레르 페로)
- 김영진 - 보겔(무사 마스크리)
- 이규석 - 만사르(비르길 브램리) / 서장(그레구아르 보넷)
- 민지 - 모로(발레리에 대쉬우드)
- 최정호 - 마르세르(피에르 베노이스트) / 리체르트(닉키 노드) / 의사(빈센트 콜롬보)
- 유호한 - 뤽(아델 벤쉐리프) / 마코니(브라이스 푸르니에)
- 이지환 - 케빈(쳄즈 다마니)
- 신송이 - 레아(마리 캐서린 소이어) / 간호사(줄리 모유엠마)